# Cadamosto (famiglia)
I Cadamosto furono una famiglia nobile lodigiana, fra le più importanti della città.
Fra essi si ricordano Paolo, vescovo di Lodi dal 1354 al 1386, e la beata Lucrezia, morta nel 1545.
Avevano dimora al palazzo Cadamosto.